# Mándok
Mándok ist eine ungarische Stadt im Kreis Záhony im Komitat Szabolcs-Szatmár-Bereg.

## Geografische Lage
Mándok liegt in Nordungarn, gut neun Kilometer südlich der Kreisstadt Záhony. Nachbargemeinden sind Tiszamogyorós, Eperjeske, Tuzsér und Mezőladány.

## Geschichte
Mándok wurde bereits im 14. Jahrhundert schriftlich erwähnt. Zu Beginn des 20. Jahrhunderts gab es im Ort eine Gewerbeschule, Brennerei, Dampfmühle sowie ein Gestüt. Im Jahr 1913 gab es in der damaligen Großgemeinde 427 Häuser und 3106 Einwohner auf einer Fläche von 5280 Katastraljochen. Von 1876 bis 1950 war Mándok Verwaltungssitz des Bezirks Tisza  (Tiszai járás) im damaligen Komitat Szabolcs. Im Jahr 2007 erhielt die ehemalige Großgemeinde Stadtrechte.

## Städtepartnerschaft
- Veľké Trakany, Slowakei, seit 2014

## Sehenswürdigkeiten
- Griechisch-katholische Kirche
- Reformierte Kirche, erbaut im 19. Jahrhundert im spätbarocken Stil
- Römisch-katholische Kirche Urunk mennybemenetele, erbaut 1821
- Sándor-Petőfi-Statue, erschaffen von Nándor Berky
- Schloss Forgách (Forgách-kastély)
- Szent-István-Büste
- Weltkriegsdenkmal (A II. világháborúban elesettek emlékére)

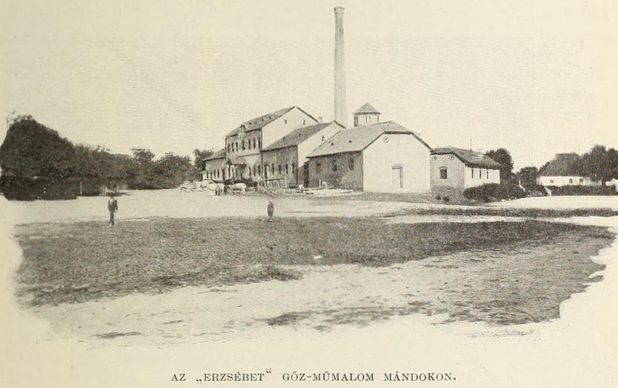
Dampfmühle (1900)
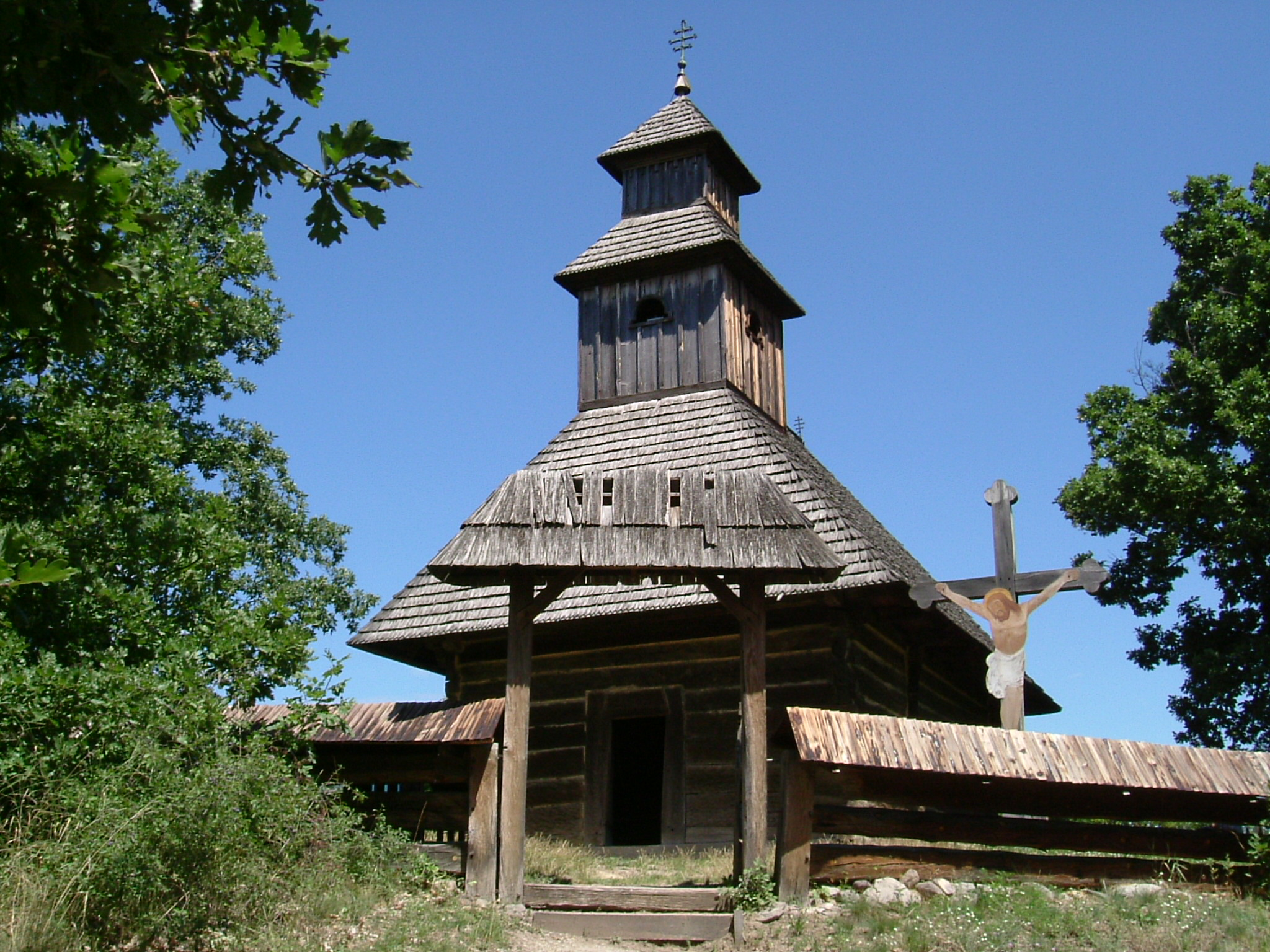
Griechisch-katholische Kirche
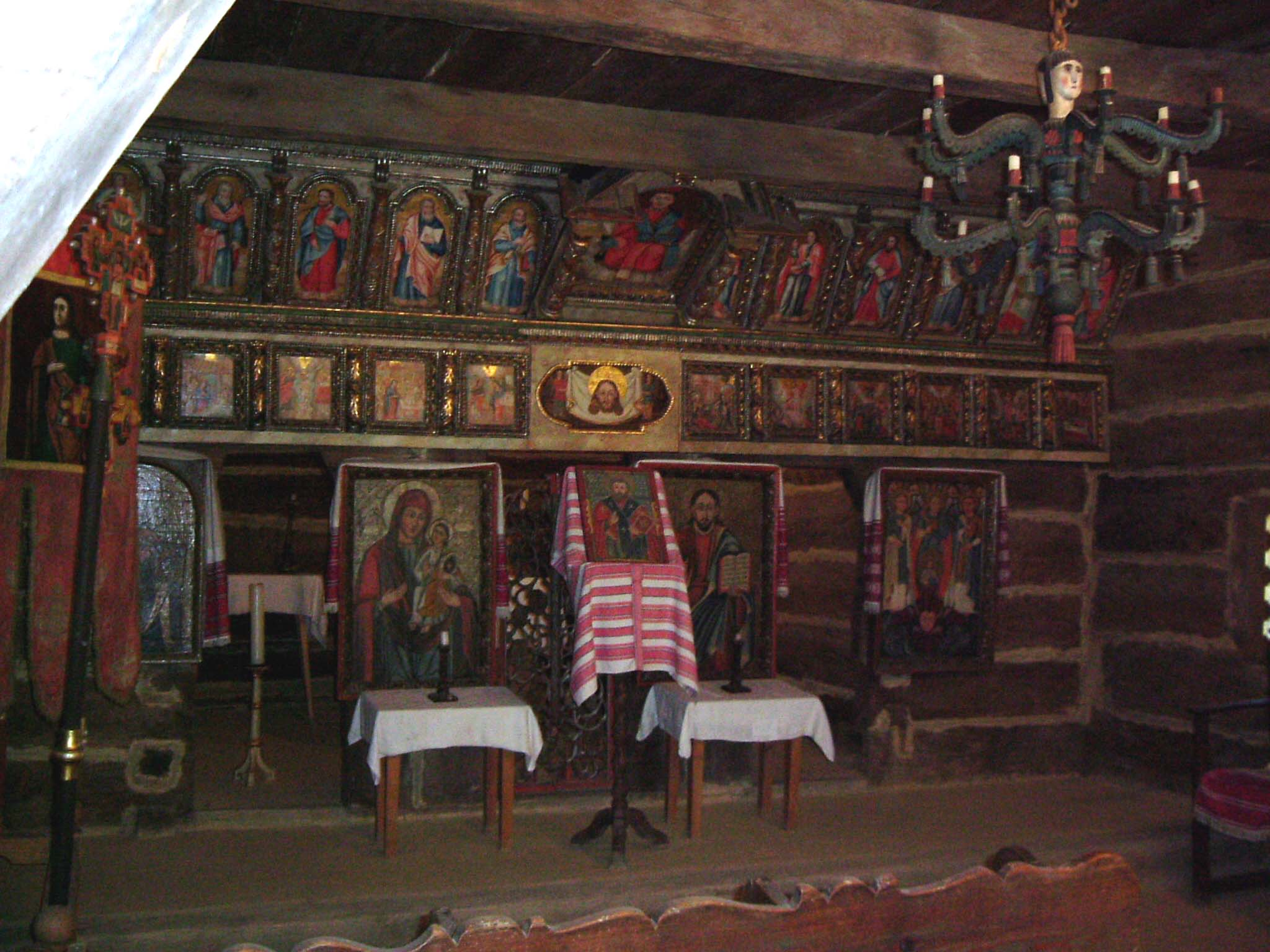
Ikonostase in der Kirche
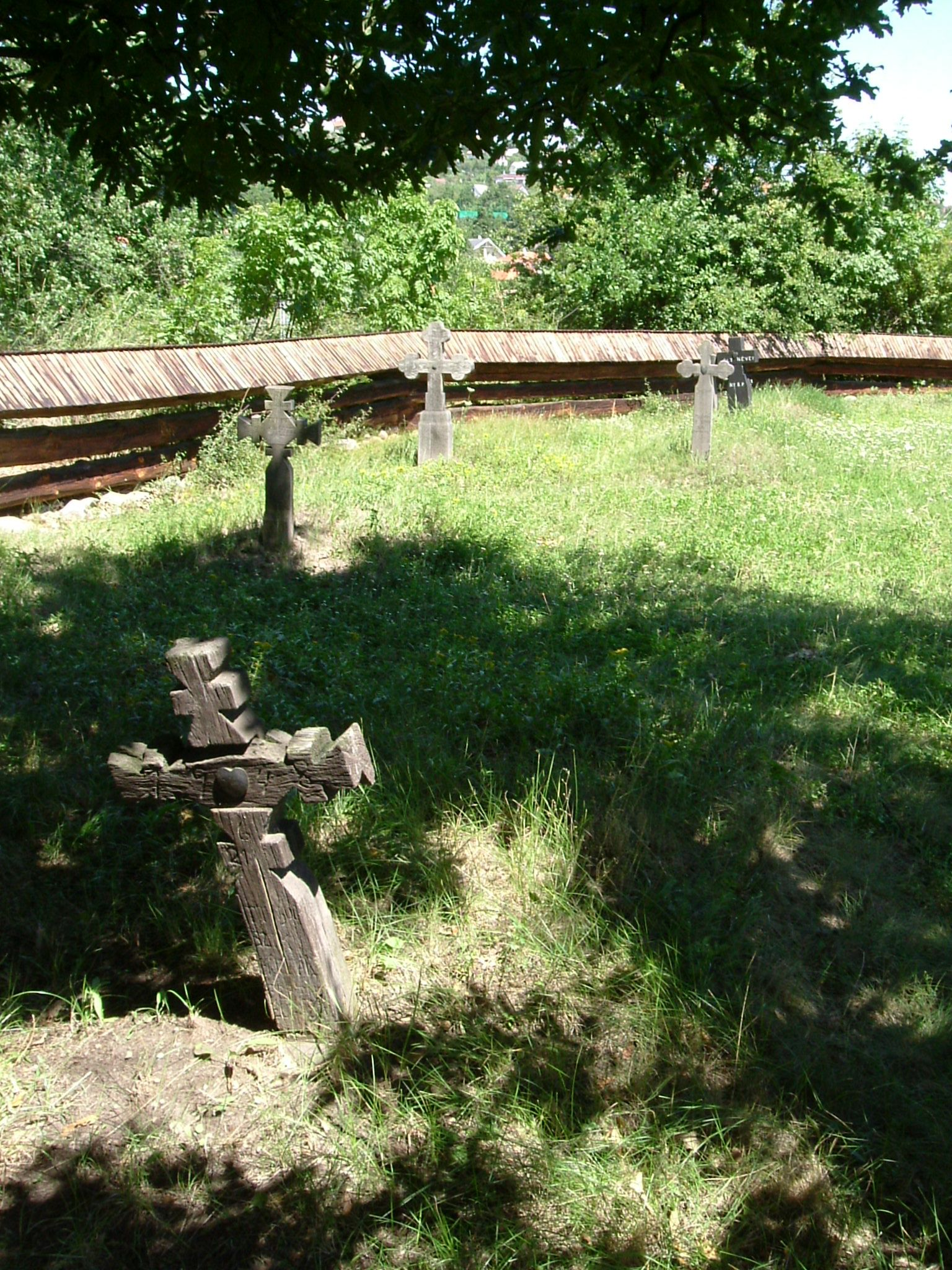
Grabkreuze im Kirchgarten

## Verkehr
In Mándok treffen die Landstraßen Nr. 4112, Nr. 4113 und Nr. 4155 aufeinander. Die Gemeinde ist angebunden an die Eisenbahnstrecke von Záhony über Vásárosnamény nach Mátészalka.